# Ariane Lacoursière
Ariane Lacoursière (née en 1978 a Laval) est une journaliste québécoise.

## Biographie
Elle détient un baccalauréat en journalisme de l’Université du Québec à Montréal (2005). Elle a commencé sa carrière à l’hebdomadaire Le Reflet avant de travailler au Journal de Montréal et comme pigiste. Ariane Lacoursière est journaliste au quotidien La Presse depuis 2006.

## Sujets traités
Elle aborde l'actualité et ses impacts sur la société. Elle se spécialise dans les sujets touchant l’éducation, la santé et les personnes âgées. 

### Éducation
En ce qui a trait à l'éducation, cette journaliste écrit sur tous les niveaux d'enseignement : préscolaire, primaire, secondaire, formation professionnelle et technique, collégial et universitaire. Elle aborde les questions du point de vue de différents publics comme les élèves et étudiants, les parents, les enseignants et professeurs, et le ministère de l'Éducation.

### Santé
Ariane Lacoursière traite de multiples facettes du secteur de la santé : la gestion du système de santé québécois, les médicaments et la vaccination, le temps d'attente pour recevoir les soins, les établissements de santé et leur personnel ainsi que différentes questions de santé publique.

### Personnes âgées
Elle s'intéresse entre autres au vieillissement de la population et à la qualité des soins donnés dans les résidences pour personnes âgées.
En 2010, elle a réalisé une enquête sur la qualité des soins donnés dans les résidences privées. Elle a reçu une nomination dans la catégorie « Grandes enquêtes » au Concours canadien de journalisme 2010 pour cette enquête.

## Prix
En 2010, elle a reçu le prix de l’Association québécoise de défense des droits des retraités et préretraités (AQDR).